# البنية الأساسية لتكنولوجيا المعلومات
البنية الأساسية لتكنولوجيا المعلومات هي الإطار المتكامل الذي تعمل عليه الشبكات الرقمية. وتتضمن هذه البنية الأساسية مراكز البيانات وأجهزة الحاسوب وشبكات الحاسوب وأجهزة إدارة قواعد البيانات وأي نظام للوائح التنظيمية.
وبالنسبة لتكنولوجيا المعلومات وشبكة الإنترنت، فإن البنية الأساسية هي الأجهزة المادية المستخدمة لربط أجهزة الحاسوب والمستخدمين. وتشمل البنية الأساسية وسائط النقل، بما في ذلك خطوط الهاتف وخطوط البث التلفزيوني عبر الكابلات والأقمار الصناعية والهوائيات وكذلك أجهزة التوجيه
وفي بعض الاستخدامات، تشير البنية الأساسية إلى الأجهزة والبرمجيات التي تقوم بعملية الربط وليس أجهزة الحاسوب وغيرها من الأجهزة الأخرى التي تكون متصلة. ومع ذلك، بالنسبة لبعض مستخدمي تكنولوجيا المعلومات، يُنظر إلى البنية الأساسية على أنها كل شيء يدعم تدفق المعلومات ومعالجتها.
وتلعب الشركات المنتجة لأجهزة البنية الأساسية دورًا هامًا في تطور شبكة الإنترنت، سواء من حيث أماكن وضع وسائط الاتصال وأماكن إتاحة الوصول إليها ومن حيث مقدار المعلومات التي يمكن حملها ومدى سرعة نقلها.
وهناك الكثير من البنية التحتية لتكنولوجيا المعلومات التي تم تطويرها.